# Catigene (equipo ciclista)
El equipo Cartigene fue un equipo ciclista español que compitió entre 1960 y 1961.

## Principales resultados[2]
- Gran Premio Pascuas: Vicente Iturat (1961)
- Subida al Naranco: Antón Barrutia (1961)
- Circuito de Guecho: Antón Barrutia (1961)

### En las grandes vueltas
- Vuelta a España
  - 1 participación (1961)
  - 2 victorias de etapa:
    - 2 en 1961: Vicente Iturat, Gabriel Company[3]

  - 0 clasificación final:
  - 0 clasificaciones secundarias:

- Tour de Francia
  - 0 participaciones

- Giro de Italia
  - 0 participaciones